# Moraviella inexpectata
Moraviella inexpectata är en stekelart som beskrevs av Hoffer 1954. Moraviella inexpectata ingår i släktet Moraviella och familjen sköldlussteklar. Inga underarter finns listade i Catalogue of Life.